# Kolej Transkanadyjska

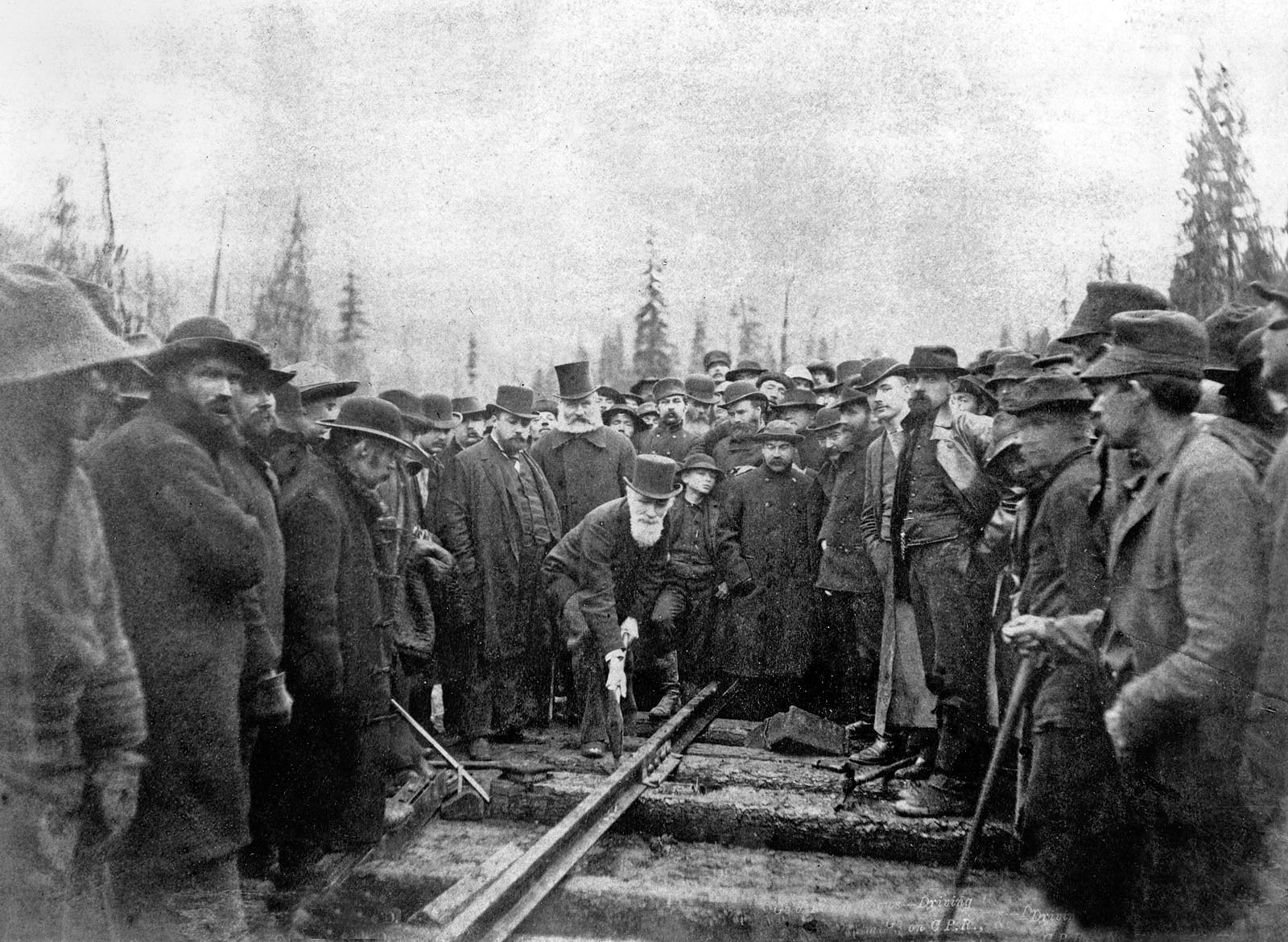
Donald A. Smith wbija ostatni gwóźdź

Kolej Transkanadyjska (również Kanadyjska Kolej Pacyficzna, ang. Canadian Pacific Railway) – linia kolejowa łącząca Montreal z Vancouver – dwa portowe miasta na przeciwnych krańcach Kanady. Lina kolejowa eksploatowana jest przez kanadyjskie przedsiębiorstwo kolejowe Canadian Pacific Railway.
Budowa kolei była realizacją jednej z obietnic wyborczych jakie poczynili konserwatyści w wyborach do pierwszego Parlamentu Kanady. Była także jednym z elementów umowy pomiędzy Kanadą a Kolumbią Brytyjską w czasie negocjacji o przystąpieniu tej kolonii do Konfederacji Kanady.
Projekt o takiej skali był wielkim wysiłkiem dla młodego, posiadającego mniej niż 4 miliony mieszkańców kraju. Kolej była jednak konieczna, by połączyć odległe krańce kraju, jak i umożliwić kolonizację niezmierzonych i pustych, lecz mających olbrzymi potencjał gospodarczy, terenów środkowej Kanady.
John A. Macdonald nalegał, by linia w całości przebiegała przez terytorium Kanady, co uchroniłoby interesy kraju w razie ewentualnej wojny. Początkowo trudno było znaleźć inwestorów, którzy chcieliby wesprzeć ten projekt. Był on finansowany z publicznych środków i został zlecony dwóm przedsiębiorstwom: CPR Company i Inter-Ocean Railway Company. Zanim na dobre ruszyły prace budowlane wybuchł skandal znany jako Pacific scandal. Odkryto, że dyrektor i główny udziałowiec obu kompanii, Hough Alan, był także istotnym kontrybutorem datków na kampanię wyborczą partii konserwatywnej. Dlatego wyglądało to jak afera łapówkarska. John Macdonald zasłaniał się nieświadomością, jednakże ujawnione dokumenty wskazywały coś przeciwnego. Fundusze trafiły nie tylko na partyjne konta, lecz także do prywatnych kieszeni. Skandal kosztował konserwatystów utratę władzy na jedną kadencję. Nowy liberalny rząd pod wodzą premiera Alexandra Mackenzie powtórzył przetarg, który tym razem wygrało przedsiębiorstwo Canadian Pacific Railway Company. Na budowę linii kolejowej przeznaczono w sumie blisko 50 tysięcy dolarów. Mimo olbrzymich nakładów w pierwszym roku projektu udało się zbudować zaledwie 211 km torów. By wybrnąć z trudnej sytuacji, do nadzoru nad projektem zatrudniono legendarnego już specjalistę Corneliusa Van Horne. Pod jego nadzorem projekt wreszcie ruszył z miejsca w roku 1875. W pierwszym roku jego kadencji wybudowano 800 km torów. W kolejnym roku – mimo powodzi – udało się zbudować kolejnych 673 km oraz dodatkowe 177 km regionalnych odnóg. Spółka budująca kolej miała dług w wysokości 400 000 dolarów, którego termin płatności upływał 10 lipca 1885 roku o godzinie 15.00. Na godzinę przed tym terminem Izba Gmin przyznała spółce pożyczkę. Wkrótce – 7 listopada 1885 r., w niespełna w cztery lata po pierwotnie wyznaczonym terminie – linia zachodnia i wschodnia spotkały się w Craigellachie, w pobliżu Eagle Pass (Orla Przełęcz) w Kolumbii Brytyjskiej. Najbliższą stację nazwano właśnie Craigellachie, nawiązujące do nazwy szkockiego miasteczka będącego symbolem wytrwałości w pokonywaniu trudności. Ostatni gwóźdź wbił Donald A. Smith, prezes spółki. Kolej Transkanadyjska połączyła Montreal z Vancouver, rozpoczynając nową erę w gospodarce Kanady. Negatywnie odbiło się to na tradycyjnym stylu życia rodowitych mieszkańców. W czasie budowy wznoszono miasta i miasteczka, a rdzenną ludność przesiedlano do rezerwatów. W budowie uczestniczyły tysiące Chińczyków, których wielu zginęło, szczególnie przy budowie trudnego odcinka przez Góry Skaliste (m.in. budowa tuneli), oraz zachorowało pracując w mroźnych i śnieżnych warunkach środkowej Kanady.